# Akademika Barabašova (stanice metra v Charkově)
Akademika Barabašova (ukrajinsky Академіка Барабашова) je stanice charkovského metra na Saltivské lince. Za stanicí se nachází kolejová spojka a depo Saltivske. Stanice je pojmenována po místním astronomovi Nikolaji Barabašovi.

## Charakteristika
Stanice je trojlodní, kdy kolejová zeď obložena kovově-smaltovanými čtverci modré barvy a obklad pilířů je z bílého mramoru.
Stanice má dva vestibuly, ústící do ulice trhu Barabašova a ulice Amurská. Vestibuly jsou s nástupištěm propojeny eskalátorem.